# Torringen (Borgsjö socken, Medelpad)
Torringen är en sjö i Bräcke kommun och Ånge kommun i Medelpad och ingår i Ljungans huvudavrinningsområde. Sjön har en area på 6,76 kvadratkilometer och ligger 394 meter över havet. Torringen ligger i Jämtgaveln Natura 2000-område. Sjön avvattnas av vattendraget Getterån. Vid provfiske har abborre, elritsa, sik och öring fångats i sjön.

## Delavrinningsområde
Torringen ingår i det delavrinningsområde (695085-150049) som SMHI kallar för Utloppet av Torringen. Medelhöjden är 419 meter över havet och ytan är 21,58 kvadratkilometer. Räknas de 6 avrinningsområdena uppströms in blir den ackumulerade arean 29,01 kvadratkilometer. Getterån som avvattnar avrinningsområdet har biflödesordning 2, vilket innebär att vattnet flödar genom totalt 2 vattendrag innan det når havet efter 111 kilometer. Avrinningsområdet består mestadels av skog (66 procent). Avrinningsområdet har 6,73 kvadratkilometer vattenytor vilket ger det en sjöprocent på 31,2 procent.